# Украинцы в Румынии

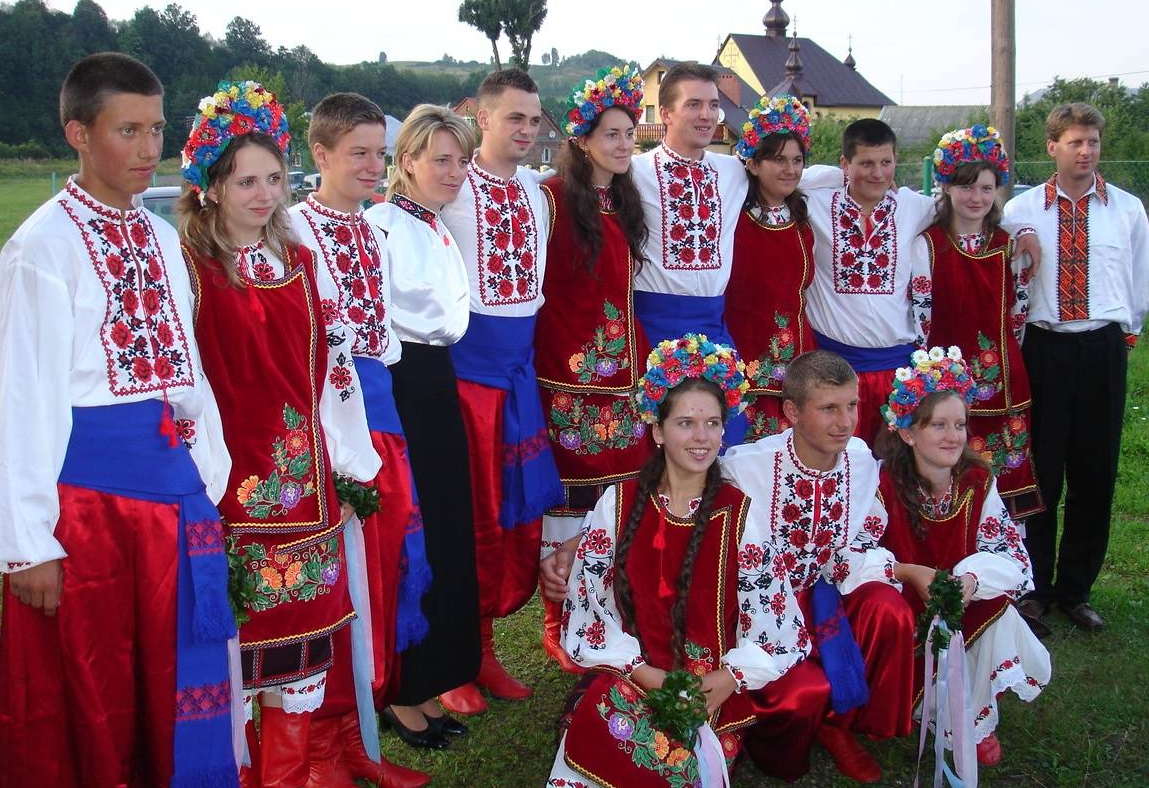
Украинцы жудеца Марамуреш, Румыния

Украи́нцы в Румынии (укр. Українці в Румунії, рум. Ucrainenii din România) — одна из этнических общин на территории Румынии, которая является автохтонным (коренным) населением этой страны в Закарпатском регионе (жудец Марамуреш).
По данным переписи 2011 года, численность украинского населения составляет 51 703 человек, которое проживает преимущественно в северной части Румынии, вдоль границы с Украиной. Более половины всех румынских украинцев проживает в жудеце Марамуреш (31 234 человек), где составляют около 7 % всего населения. Большое количество украинцев проживает также в жудецах Сучава, Тимиш и Караш-Северин.

## История
С исторической точки зрения украинское население Румынии делится на несколько категорий.
Древнейшей и самой многочисленной из них является автохтонное украинское население уезда Марамуреш и Сучава, которое проживает на этой территории примерно с XII века, о чем свидетельствуют различные исторические достопримечательности.
Основу второй группы украинцев Румынии составляют запорожские казаки: первая волна иммиграции возникла после Полтавской битвы 1709 года, когда российский царь Пётр I начал репрессии, использовал пленных казаков на работах по сооружению Санкт-Петербурга. Те, кто спасся, частично осели в Добрудже (территория, находившаяся под оттоманским протекторатом). Вторая волна миграции казаков образовалась после 1775 года, когда Екатерина II разрушила Запорожскую Сечь. Около 8000 запорожских казаков бежали в район Дунайской Дельты, но не найдя согласия с турецкой властью, они по приглашению Австро-Венгерской империи поселились в зоне впадения в Дунай реки Тисы (нынешняя Воеводина).
Третью категорию украинского населения в Румынии составляют жители 8-10 деревень Восточного Баната. В основном это выходцы из Закарпатья (лемки, бойки, гуцулы), которые мигрировали сюда во второй половине XVII века в поисках свободной земли после того, как Австрийская империя вынудила Турцию покинуть эту территорию. Еще одна группа украинцев появилась в Румынии вследствие поражения национально-освободительного движения 1917—1920 годов на Украине. Румыния в конце 1920 года стала одним из центров украинской политической эмиграции с Приднепровской Украины.

## Численность и расселение
По результатам переписи 2002 года в Румынии численность украинцев составляет 61 091 человек. В коммунах с преобладанием украинского населения в 2002 году проживало 54,5 % украинцев Румынии:

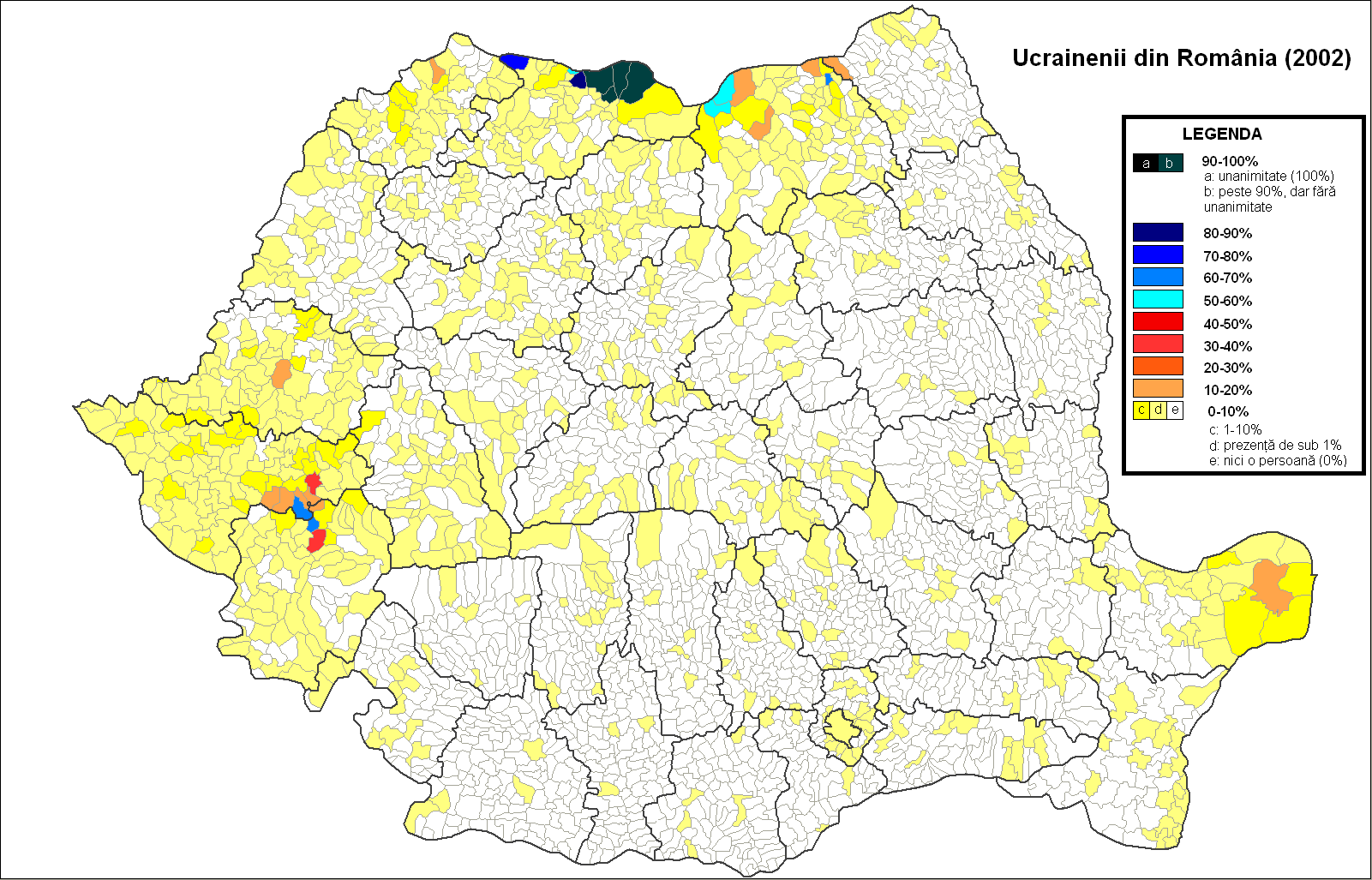
Украинцы в Румынии по данным переписи 2002 года

| комуна         | жудец         | население | украинцев | %      | украиноязычных | %      |
| -------------- | ------------- | --------- | --------- | ------ | -------------- | ------ |
| Бистра         | Марамуреш     | 4423      | 4021      | 90,9 % | 4019           | 90,9 % |
| Великий Бичкив | Марамуреш     | 4468      | 2639      | 59,1 % | 2630           | 58,9 % |
| Руська Поляна  | Марамуреш     | 10 033    | 9711      | 96,8 % |                |        |
| Ремета         | Марамуреш     | 2448      | 2174      | 88,8 % | 2177           | 88,9 % |
| Кривий         | Марамуреш     | 4761      | 4650      | 97,7 % | 4636           | 97,7 % |
| Вишня Ривня    | Марамуреш     | 3916      | 3745      | 95,6 % | 3735           | 95,4 % |
| Рускова        | Марамуреш     | 4854      | 4578      | 94,3 % | 4567           | 94,1 % |
| Балкивцы       | Сучава        | 3393      | 2364      | 69,7 % | 2443           | 72,0 % |
| Ульма          | Сучава        | 2289      | 1343      | 58,7 % | 1394           | 60,9 % |
| Извори         | Сучава        | 2279      | 1177      | 51,6 % |                |        |
| Щука           | Тимиш         | 1838      | 1170      | 63,7 % |                |        |
| Копечеле       | Караш-Северин | 1357      | 885       | 65,2 % | 885            | 65,2 % |

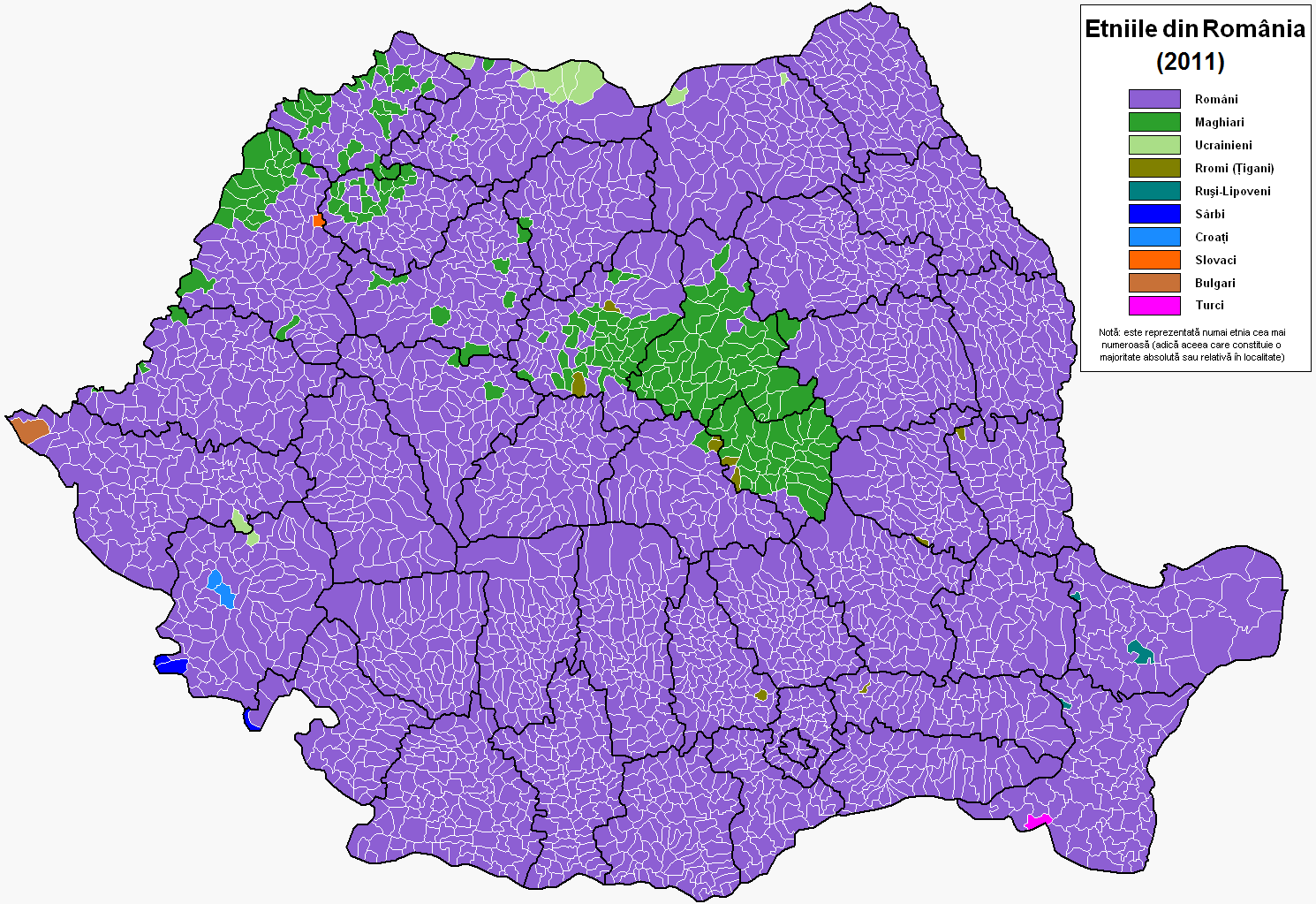
Населенные пункты в Румынии с подавляющим большинством украинского населения (светло-зеленый цвет) по данным переписи 2011 года

*По данным переписи 2011 года численность украинцев в Румынии составляет 51 703 человек, при этом более 60 % украинцев Румынии проживают в жудеце Марамуреш:
| жудец         | численность украинцев | %      |
| ------------- | --------------------- | ------ |
| Марамуреш     | 31 234                | 60,4 % |
| Тимиш         | 5 953                 | 11,5 % |
| Сучава        | 5 698                 | 11,0 % |
| Караш-Северин | 2 600                 | 5,0 %  |
| Сату-Маре     | 1 397                 | 2,7 %  |
| Тулча         | 1 317                 | 2,5 %  |
| Арад          | 1 295                 | 2,5 %  |

## Обеспечение языковых, культурных, образовательных прав

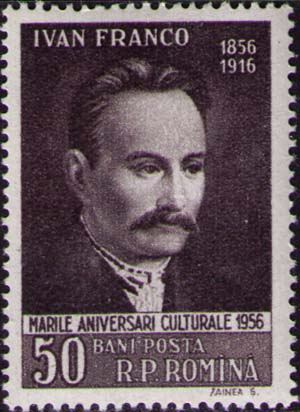
Украинский писатель Иван Франко на почтовой марке Румынии. 1956 год

### Образование на украинском языке
После Второй мировой войны в селах и городках компактного проживания украинцев и смешанных семей все предметы преподавались на украинском языке. Школа была центром украинской жизни: здесь отмечались религиозные и национальные праздники, памятные даты великих украинцев и тому подобное.
Начиная с 1964 года, коммунистическая власть постепенно свела на нет предыдущие достижения украинского национального меньшинства. Были ликвидированы почти все школы с украинским языком обучения и все украинские культурно-образовательные общественные организации в селах, запрещено употреблять в публикациях украинские названия местностей.
В современной Румынии фактически нет дошкольных учреждений и начальной, восьмилетней, средней школы с преподаванием на украинском языке. Действует единственное учебное заведение с украинским языком преподавания — Украинский лицей им. Т. Г. Шевченко в городе Сигету-Мармацией, в котором действует детский сад для украинцев, а также аккредитованные классы с 0 по 12 для украиноговорящих детей, которые были созданы благодаря директору этого лицея профессору Василию Куреляку. Все преподаватели, а также воспитатели говорят и на украинском и на румынских языках.В отдельных румынских школах в регионах компактного проживания украинцев, украинский язык и литература преподается как предмет. Соответствующими положениями Протокола о сотрудничестве в сфере образования между Министерством образования и науки Украины и Министерством воспитания исследований и молодежи Румынии на 2008/2009, 2009/2010 и 2010/2011 учебные годы, румынская сторона обязалась восстановить украинский лицей в городе Сирет жудеца Сучава.
Высшее филологическое образование на украинском языке доступно в Бухарестском университете, университете Бабеш-Бойяи (город Клуж) и университете им. Штефана чел Маре (город Сучава), в которых в рамках филологических факультетов действуют украинские секции. Бесплатно, в соответствии с положениями упомянутого протокола, украинцы Румынии могут получать высшее образование и на Украине.

### Периодические издания и СМИ
Обеспечение информационных потребностей этнических украинцев Румынии осуществляется путем трансляции радиопередач на украинском языке региональными радиостудиями г. Яссы (15 минут еженедельно), Сигету-Мармацией (50 минут еженедельно) и Тимишоара (1:00 еженедельно). На телевидении передачи на украинском языке также представлены. Канал национального телевидения ТВР — 2 транслирует программу «Вместе в Европу», в рамках которой готовятся и передачи о жизни украинской общины. Союз украинцев Румынии издает пять наименований периодики: «Свободное слово», «Украинский вестник», «Наш голос», детский журнал «Колокольчик» (на украинском языке) и «Украинский курьер» (на румынском языке). Указанные издания имеют незначительный тираж, выходят 1-2 раза в месяц и часто не попадают к читателю из-за отсутствия системы распространения.

Памятник Т. Г. Шевченко в Бухаресте, Румыния

## Общественные организации украинцев
В Румынии, на основе действующего законодательства, действуют две общественные организации этнических украинцев: Союз украинцев Румынии (основан в 1990 г.) и Национальный Форум украинцев Румынии (основан в 2009 г.).
Согласно румынским законодательством, Союз украинцев Румынии имеет право на представительство в парламенте. В Палате депутатов украинское сообщество представлял председатель организации — Николай Петрецкий. Союз украинцев Румынии также представлен в Совете национальных меньшинств — консультативном органе при Правительстве Румынии, который объединяет все официально признанные общественные организации национальных меньшинств.
Главная задача Союз украинцев Румынии заключается в сохранении национальной идентичности, украинской культуры, родного языка, традиций. Усилиями Союза выдаются украинские средства массовой информации, публицистические и литературные произведения. Это, главным образом, переводы украинской литературы на румынский язык, а также произведения украинских писателей Румынии.
Национальный Форум украинцев Румынии, созданный в июне 2009 года, как организация этнических украинцев Румынии, начал свою деятельность в жудеце Сучава, но расширяет ее на другие территории где компактно проживают украинцы. Руководитель Александр Миндюк, член Социал-демократической партии Румынии. Национальный Форум украинцев Румынии поддерживает дружеские отношения с викариатом УГКЦ в Румынии и «Союзом гуцулов» (официально не зарегистрирована общественная организация).

## Религия
Большинство украинского населения в Румынии православные, греко-католики преобладают на Мармарощине и в Банате. После ликвидации Грекокатолической Церкви в Румынии в 1948 году верующие перешли в православие.
В 1990 году в Румынии восстановлен Православное украинское викариатство, резиденция которого находится в г. Сигету-Мармацией. Викариат восстановлен в 1996 году, в его состав входят 25 приходов, которые объединяют 52 тыс. верующих. Православный Украинский викариат находится под юрисдикцией Патриархии Румынской православной церкви.
В 1996 году в Румынии восстановлен Генеральный викариат Украинской грекокатолической церкви с центром в городе Сучава. Эта церковь состоит из Буковинского (5 приходов), Мараморского (5 приходов) и Сатумарского (7 приходов) деканатов, а также Банатского округа (2 прихода) и насчитывает около 6 тыс. прихожан.